# 蔡堅
蔡堅（英語：Gabriel Choi Kin，1948年9月18日—），香港腎科專科醫生。他是香港醫學會會董會會長；共計5次出任該會會長，但後來以健康理由引退。蔡堅亦曾是香港獸醫管理局的成員。

## 背景
蔡堅在1954年畢業於昔日位處太子道369號的潔瑩幼稚園，1960年畢業於喇沙小學，1965年畢業於喇沙書院。後來他於1972年取得香港大學內外全科醫學士學位，1991年完成英國倫敦皇家醫學院兒科文憑課程，1996年修畢香港中文大學家庭醫學文憑學位，1997年得到香港中文大學職業醫學文憑。他繼而再度進修，獲得香港大學感染及傳染病學深造文憑。
自1990年代起，蔡堅開始從政，於1994年區議會選舉中，在黃大仙區龍趣選區開設診所的蔡堅與黃金池競逐該區區議會議席，最後黃氏以1903票勝岀。及後蔡堅在2004年至2010年間連續三屆獲選成為香港醫學會會長。2016年7月第4度獲選成為香港醫學會會長（2016年-2018年）。但與此同時，蔡堅已經表明到2018年換屆時不會競逐第5度連任。他提名何仲平擔任醫學會會長，對方成功當選。同年12月，透過選舉委員會界別分組選舉成為選舉委員會成員。
2020年，蔡堅率領12人團隊參選醫學會換屆選舉，勝選後再度出任醫學會會長。

## 個人生活
2018年2月，蔡堅因為胃部不適，而要入院治療。

## 政見
2006年，法律改革委員會發表報告書，讓市民預先簽發醫療指示，倘日後昏迷或病危時不接受醫治，法改會認為此建議不等同安樂死，但有病人互助組織指建議可能會因病人已簽署預設指示而令醫生無法提供適切治療。而時任香港醫學會會長的蔡堅指建議無法律約束力，以及醫生可能要面對病人家屬所提出的法律訴訟。
2012年，蔡堅曾在行政長官選舉中投票支持梁振英，但事後又辯稱「被誤導」。
2014年10月29日，時任香港醫學會會長的史泰祖否決向醫學界就「佔中立場」作民調，與支持調查的蔡堅相左；蔡堅昨批評史泰祖令醫學會退縮，並以不再參與會務以示抗議；而傳媒亦以二人就此事的立場指「二人關係撕裂」。
2020年7月，蔡堅再次當選香港醫學會會長時，蘋果日報曾稱呼他為「黃絲醫生」。他更曾於公眾場合舉起「五大訴求，缺一不可」的手勢，但他未有進一步解釋原因。

### 2019冠狀病毒病香港疫情

#### 口罩不足及是否應該配戴口罩問題
冠狀病毒病疫情下，全球多地均曾出現防護裝備不足的情況。蔡堅當時形容私家醫生是「沒有母親理會的孤兒」，指政府未有協助私家醫生購置防疫裝備及統籌口罩分配。他認為政府應就防護裝備提供指引，亦應協助統一分配口罩。另外，港大公共衞生學院名譽臨床教授司徒永康於疫情初期曾表示，根據世界衞生組織標準，健康的人士毋須戴口罩，但對此蔡堅不同意。他認為社區有很多無病徵帶菌者，因此，戴上口罩能夠減底病毒傳播機會。

#### 檢疫政策
保安局指2020年2月至5月獲豁免強制檢疫入境人士達20.9萬人。蔡堅認為當中很可能有傳播者，呼籲政府反省免強制檢疫入境政策，又認為香港檢測率相比鄰近地方一直不足，是因為「特首唔同（行政長官不一樣）」，此言論引起網民討論。
政府設立檢疫中心，用以安排確診患者的密切接觸者。行政長官林鄭月娥曾表示，駿洋邨是檢疫中心的唯一選擇，沒有後備方案。蔡堅反駁，認為現時還有離島如喜靈洲以及鄰近禮賓府、具備醫療設施的港中醫院等選擇。因此，駿洋邨並不是唯一選擇，但他認為「政府聽唔聽係另一回事（政府是否接納意見是另一回事）」。
另外，他建議政府為市民提供「新冠肺炎醫療券」，資助市民於私營醫療市場進行病毒化驗，同時應優先為高風險群組（例如：長者、醫護人員及服務業從業員等）進行病毒測試。又認為應加強公私營合作，轉介非緊急服務予私家醫生協助。

#### 內地醫護來港
大陸醫護人員曾來港協助對抗疫情，蔡堅指出香港醫護與內地醫護工作環境、語言不一樣，擔心會做成混亂。另外，中央政府應港府要求派出「內地核酸檢測支援隊」來港協助病毒檢測。蔡堅對該批內地人員持疑問態度，質疑支援隊的工作內容，例如檢測方法、會否使用內地儀器檢測等。又指假如支援隊成員是醫生，便需要向醫務委員會申請臨時執照或有限度註冊。他認為政府應該公開支援隊的資訊。

## 參看
- 張崇德
- 劉美娟